# Cantuaria insulana
Cantuaria insulana är en spindelart som beskrevs av Forster 1968. Cantuaria insulana ingår i släktet Cantuaria och familjen Idiopidae. Inga underarter finns listade.